# Linton Johnson
Linton Johnson III (13 de Junho de 1980 em Chicago, Illinois. É um jogador profissional de basquetebol norte americano que atualmente joga pelo Orlando Magic da NBA.

## Estatísticas

### Temporada regular
| Ano     | Equipe               | PJ  | PT | MPP  | %TC  | %3P  | %TL   | RPP | APP | ROB | TPP | PPP |
| ------- | -------------------- | --- | -- | ---- | ---- | ---- | ----- | --- | --- | --- | --- | --- |
| 2003–04 | Chicago              | 41  | 20 | 17.9 | .355 | .212 | .595  | 4.5 | .7  | .9  | .8  | 4.2 |
| 2004–05 | San Antonio          | 2   | 0  | 7.5  | .000 | .000 | .000  | 1.5 | .0  | .5  | .0  | .0  |
| 2005–06 | New Jersey           | 9   | 0  | 3.9  | .500 | .000 | .250  | .8  | .2  | .2  | .0  | 1.2 |
| 2005–06 | New Orleans/Ok. City | 27  | 7  | 18.1 | .403 | .361 | .739  | 4.3 | .4  | .4  | .4  | 5.3 |
| 2006–07 | New Orleans/Ok. City | 54  | 0  | 13.3 | .489 | .333 | .811  | 3.0 | .3  | .6  | .3  | 4.2 |
| 2007–08 | Toronto              | 2   | 0  | 5.0  | .400 | .000 | 1.000 | .5  | .5  | .0  | .0  | 3.0 |
| 2007–08 | Phoenix              | 6   | 0  | 8.8  | .500 | .500 | .000  | 2.2 | .5  | .0  | .2  | 2.5 |
| 2008–09 | Charlotte            | 2   | 0  | 6.5  | .000 | .000 | .000  | .0  | .0  | .0  | .0  | .0  |
| 2008–09 | Chicago              | 8   | 0  | 5.3  | .364 | .500 | .000  | 1.0 | .3  | .1  | .0  | 1.1 |
| Total   |                      | 151 | 27 | 14.0 | .416 | .305 | .699  | 3.3 | .4  | .6  | .4  | 3.9 |